# Kondrovo
Kondrovo (rusky Ко́ндрово) je město v Kalužské oblasti Ruské federace. Leží na řece Šaně (přítoku Ugry) zhruba čtyřicet kilometrů severozápadně od Kalugy, správního střediska celé oblasti. Podle sčítání lidu v roce 2010 žilo v Kondrovu přes šestnáct tisíc obyvatel.

## Dějiny
Městem je Kondrovo od roku 1938.
Za druhé světové války obsadila Kondrovo 9. října 1941 německá armáda. Rudá armáda jej dobyla zpět 19. ledna 1942 v rámci Rževsko-Vjazmovské útočné operace.

### Rodáci
- Alexandr Chinčin (1894–1959), matematik